# Bernardo Manuel
Bernardo Manuel, född 27 december 1954, är en angolansk friidrottare. Han deltog vid olympiska sommarspelen 1980.